# 76-os trolibusz (Budapest)
A budapesti 76-os jelzésű trolibusz a Keleti pályaudvar és a Jászai Mari tér között közlekedik. A viszonylatot a Budapesti Közlekedési Zrt. közlekedteti a Budapesti Közlekedési Központ megrendelésére.
A vonalon hétvégén és ünnepnapokon elsőajtós felszállási rend van érvényben.

## Története
A járat 1955-ben indult a jelenlegivel közel azonos útvonalon. Mindössze annyi változás történt, hogy 1978-ben a Jászai Mari tér felé vezető Hollán Ernő (akkor: Fürst Sándor) utcai 79-es járattal közös szakaszt átvezették a Pozsonyi útra, a Budai Nagy Antal utcáéban megfordult a végállomás iránya és megszűnt a Katona József utcai visszaforduló hurok, 1981 óta pedig a Jászai Mari téri irányában a Szent István parkot a Csanády utca helyett a Lehel teret (akkor: Élmunkás tér) megkerülve a Victor Hugo utcán keresztül éri el a 76-os.
A 4-es metró építése miatt a trolik nem tudtak  a Baross téren megfordulni, ezért a Keleti pályaudvari végállomás a Bethlen Gábor utcából a Garay utcába került át[mikor?]
2014. március 23-án a Garay utcai végállomását áthelyezték a Kerepesi úti trolivégállomásra.
2016. június 4-étől hétvégén és ünnepnapokon csak az első ajtónál lehet felszállni, ahol a járművezető ellenőrzi az utazási jogosultságot. 2018. november 17-étől 2020. május 30-áig hétvégénként egyes menetek csak a Lehel térig közlekedtek, ahol átszereltek a City-trolivonalra. 2025. május 5-étől a viszonylaton munkanapokon 20 óra után is elsőajtós felszállás van érvényben.

## Útvonala
| Jászai Mari tér felé |
| Keleti pályaudvar M vá. – Kerepesi út – Rottenbiller utca – Wesselényi utca – Izabella utca – Ferdinánd híd – Lehel tér – Victor Hugo utca – Szent István park – Pozsonyi út – Budai Nagy Antal utca – Jászai Mari tér vá. |
| Keleti pályaudvar felé |
| Jászai Mari tér vá. – Budai Nagy Antal utca – Hollán Ernő utca – Szent István park – Csanády utca – Ferdinánd híd – Izabella utca – Dohány utca – Rottenbiller utca – Kerepesi út – Keleti pályaudvar M vá.                |

## Megállóhelyei
| 0  | Keleti pályaudvar M végállomás  | 19 | 23, 24 73, 78, 79, 80 5, 7, 7E, 8E, 20E, 30, 30A, 107, 108E, 110, 112, 133E, 230 G10 S60 G60 Z60 S80 G80 IC, EC, EN, InterRégió, sebesvonat, gyorsvonat, expresszvonat, | Trolibusz-állomás, Metróállomás, Keleti pályaudvar |
| ∫  | Keleti pályaudvar M             | 17 | 23, 24 73, 80 20E, 30, 30A, 230 |                                                    |
| 1  | Munkás utca                     | 15 | (Keleti pályaudvar) 73, 79 5, 7, 107, 110, 112 |                                                    |
| 2  | Péterfy Sándor utca             | ∫  | 73, 79 | Péterfy Sándor utcai kórház                        |
| 4  | Rottenbiller utca / István utca | ∫  | 73, 74 | Állatorvostudományi Egyetem                        |
| ∫  | Rózsák tere                     | 13 | 73, 74 |                                                    |
| 6  | Rózsa utca                      | ∫  | 73, 74 | Magyar Színház                                     |
| 7  | Dob utca                        | ∫  | 73 | Magyar Színház                                     |
| ∫  | Wesselényi utca / Izabella utca | 12 | 73 |                                                    |
| 8  | Izabella utca / Király utca     | 11 | 70, 73, 78 |                                                    |
| 10 | Andrássy út (Vörösmarty utca M) | 9  | 73 105, 210, 210B |                                                    |
| 12 | Ferdinánd híd (Izabella utca)   | 7  | 72, 73 |                                                    |
| 14 | Csanády utca (Lehel tér M)      | 5  | 15 | Westend bevásárlóközpont                           |
| 16 | Lehel tér M                     | ∫  | 14 73 15 | Metróállomás, Lehel Csarnok                        |
| 18 | Victor Hugo utca                | ∫  | 15 |                                                    |
| ∫  | Hegedűs Gyula utca              | 3  | 15 |                                                    |
| 19 | Szent István park               | 1  | 75 |                                                    |
| 21 | Radnóti Miklós utca             | 0  | 75 |                                                    |
| 22 | Jászai Mari tér végállomás      | 0  | 2, 2B, 4, 6, 23 75 9, 15, 26, 91, 191, 226, 291 |                                                    |